# Filmfest Bremen
Das Filmfest Bremen ist ein seit 2015 einmal jährlich in Bremen stattfindendes Filmfestival.

## Geschichte und Profil
Das Festival versteht sich als mediales Innovationslabor und Bühne für deutsche und internationale Filmkunst und Unterhaltung. Die Preise werden von jährlich wechselnden Jurys vergeben, in denen in den vergangenen Jahren Filmschaffende wie Milan Peschel, Pola Beck, Petra Nadolny, Burhan Qurbani, Ruth Thoma, Johanna Wokalek oder Sky du Mont saßen.
Die Idee des Filmfests entstand aus der gemeinsamen Arbeit der Bremer Filmschaffenden Ilona Rieke vom Filmbüro Bremen und Matthias Greving von der Produktionsfirma Kinescope Film. Ein Bremer Filmfest sollte, neben den bestehenden Plattformen zur Vernetzung von Bremer Filmschaffenden, lokalen Produktionen eine angemessene Öffentlichkeit bieten, Werke und ihre Macher – mittelfristig auch überregional – in Dialog miteinander bringen und die Vernetzung der Film- und Medienszene vorantreiben.
Aus diesen Gedanken heraus initiierten sie 2015 das erste Filmfest Bremen. Im CinemaxX am Breitenweg wurden 24 Stunden lang ausschließlich Filme mit Bremenbezug gezeigt.
Es folgten das zweite und dritte Filmfest Bremen, jedes Jahr mit einem Tag mehr Festivalprogramm, einer stetig ansteigenden Anzahl von KLAPPE!-Kurzfilmen und Zuschauern sowie einem Standortwechsel in die Filmkunsttheater, und schließlich – mit dem Vierten Filmfest Bremen – erstmals die internationale Öffnung des Festivalprogramms in den neuen Sektionen „Innovation“ und „Humor/Satire“.
Im April 2022 fand das Filmfest Bremen zum siebten Mal statt und wartete mit einer Palette internationaler sowie regionaler Wettbewerbe auf. Das Herzstück bildeten dabei die bundesweit einmaligen Programmsparten „Humor/Satire“ und „Innovation“ mit Filmen aus 38 Ländern sowie der Wettbewerb um die Publikumspreise für die besten Filme aus Bremen und der Region. Die „Fokus“-Sparte zeigte internationale Produktionen zu einem Themenfeld. 2022 lag der Schwerpunkt auf „Nachhaltigkeit“.
2022 gab es erstmals eine Retrospektive für den Gewinner des Bremer Filmpreises, der im Rahmen des Festivals für besondere komödiantische Werke und Leistungen vergeben wird. 2019 ging er an die Regisseurin und Oscarpreisträgerin Caroline Link, 2020 an Hape Kerkeling, 2022 an Aki Kaurismäki, 2023 an Maria Schrader, 2024 an John Malkovich und 2025 Stephen Frears.
Einen Ehrenpreis verlieh das Filmfest Bremen posthum 2021 an Joseph Vielsmaier und 2023 an Vicco von Bülow, alias Loriot.
Im Bereich Kurzfilm präsentierte das Filmfest Bremen gleich mehrere besondere Formate: Den 48 Stunden Kurzfilmwettbewerb Klappe!, den Schmalfilmwettbewerb „St-8 of the Art“ und das interdisziplinäre Experiment „Super 8 Expanded“ bei dem Stummfilm, Live-Musik, Spoken Word und Performance aufeinander trafen.
Beim 8. Filmfest Bremen 2023 wurde die Wettbewerbssparte um den internationalen Wettbewerb Deutschlandpremiere ergänzt. Als offene Sektion sind darin alle Genres willkommen unter den Voraussetzungen: mindestens 60 Minuten lang und Premiere in Deutschland.